# Pietro Nicolini da Sabbio

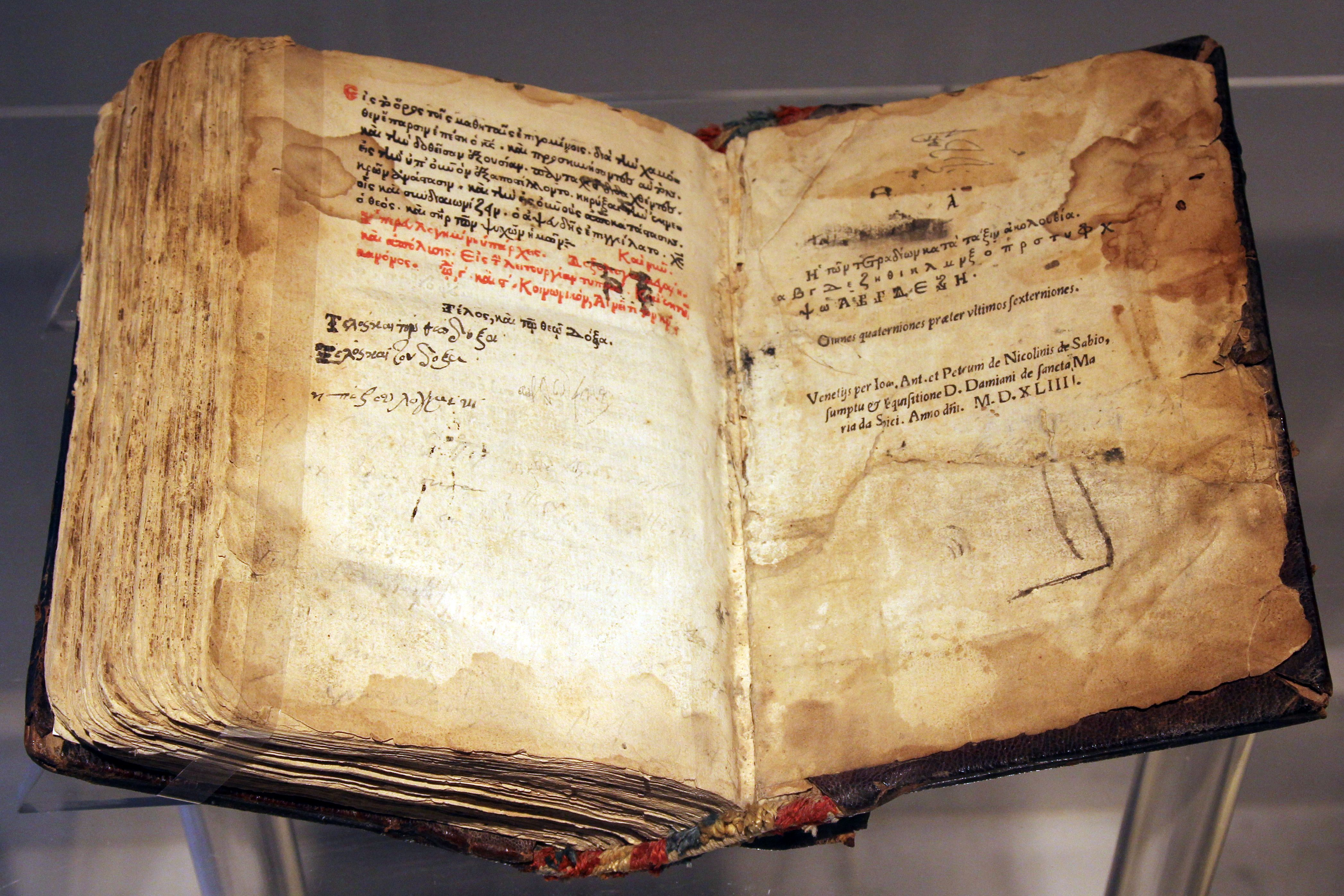
Pentekostarion, Venedig, 1544

Pietro (di) Nicolini da Sabbio (lateinisch Petrus de Nicolini de Sabio; * um 1500, Sabbio Chiese; † nach 1555) war ein italienischer Drucker.
Pietro wurde etwa um 1500 in Sabbio Chiese geboren. Er ging mit seinen Brüdern Giovanni Antonio und Stefano nach Venedig. Dort wirkte er wahrscheinlich in der von Giovanni Antonio geführten Druckerei mit. Für 1512 ist der erste Druck von Gioan e fratelli datiert, wahrscheinlich ist das Jahr später gewesen.
1533 erschien erstmals ein Druck unter seinem Namen. Es folgten einige weitere, auch liturgische Bücher in griechischer Sprache.
1547 wurde er als Verwalter des Nachlasses von Giovanni Antonio in einem Dokument genannt. Er übernahm die Leitung der Druckerei, in der sein Bruder Giovanni Maria und seine Neffen Cornelio und Domenico mitarbeiteten.
1555 erschien der letzte Druck unter seinem Namen.
Sein Todesjahr und -ort sind unbekannt.

## Drucke
- Opere toscane di Luigi Alamanni al christianissimo re Francesco primo, in Vineggia: ad instantia di M. Marchio Sessa; per Pietro di Nicolini da Sabbio, 1533.
- Joanot Martorell, Tirante il Bianco valorosissimo caualiere nel quale contiensi del principio della caualleria del stato e ufficio suo, per Pietro di Nicolini da Sabbio, 1538
- Πεντηκοστάριον. Βενετία. Σάβιοι. Pentecostarion, Venezia, per Giovanni Antonio & Pietro Nicolini da Sabbio, sumptu & requisitione Damiano Santa Maria. 1544
- Ortensio Lando, Ragionamenti familiari de diuersi autori, non meno dotti, che faceti, et dedicati alla rara cortesia del molto reuerendo ... Andrea Mattheo d'Acqua Viua, Vinegia, per Pietro, et Zuanmaria fratelli di Nicolini da Sabbio, 1550
- Descrittione di tutta Italia di F. Leandro Alberti Bolognese: nella quale si contiene il sito di essa ... et più gli huomini famosi che l'hanno illustrata ..., appresso Pietro de i Nicolini da Sabbio (per Pietro & Giouan Maria fratelli de i Niccolini da Sabio), 1551
- Quinto libro d'architettura, In Venetia: Per Pietro de Nicolini da Sabbio ad instantia di Melchione Sessa, 1551
- I casi de gli huomini illustri. Opera di m. Giouan Boccaccio partita in noue libri ne quali si trattano molti accidenti di diuersi prencipi; incominciando dalla creatione dil mondo fino al tempo suo, ... tradotti, & ampliati per m. Giuseppe Betussi da Bassano con la tauola di tutte le sentenze, ... In Vinegia: al segno del Pozzo, 1551 (In Vinegia: per Pietro & Giouan Maria fratelli de i Nicolini da Sabbio, 1551 a tredici d'agosto)